# Ronde van Italië 2024/Achtste etappe
De achtste etappe van de Ronde van Italië 2024 vond plaats op 11 mei. Deze etappe werd gewonnen door Tadej Pogačar die eerder ook al zegevierde in de tweede en de zevende etappe.

## Parcours
De etappe startte in Spoleto, waarna het peloton direct een (ongecategoriseerde) klim van ruim zeven kilometer op moest. Na een afdaling volgde een klim van de tweede categorie naar Forca Capistrello. Vervolgens moest het peloton zo'n zestig kilometer over glooiend terrein afleggen. In dit middenstuk van de etappe was een tussensprint in Leonessa en de Intergiro in Capitignano. Direct na de Intergiro startte de klim naar Croce Abbio. Na een afdaling van 25 kilometer startte direct de klim naar finishplaats Prati di Tivo. Halverwege die klim van 14,6 kilometer aan een gemiddeld stijgingspercentage van zeven procent lag nog een tussensprint. De 152 kilometer lange bergetappe eindigde op een hoogte van 1450 meter boven zeeniveau.

## Uitslagen
| Spoleto – Prati di Tivo (152 km) |                        |                                 |          |
| Plaats                           | Naam                   | Ploeg                           | tijd     |
| Winnaar                          | Tadej Pogačar          | UAE Team Emirates               | 4u02'16" |
| 2                                | Daniel Felipe Martínez | BORA-hansgrohe                  | z.t.     |
| 3                                | Ben O'Connor           | Decathlon AG2R La Mondiale Team | z.t.     |
| 4                                | Antonio Tiberi         | Bahrain Victorious              | + 2"     |
| 5                                | Geraint Thomas         | INEOS Grenadiers                | z.t.     |
| 6                                | Einer Rubio            | Movistar Team                   | z.t.     |
| 7                                | Cian Uijtdebroeks      | Team Visma \| Lease a Bike      | z.t.     |
| 8                                | Thymen Arensman        | INEOS Grenadiers                | + 11"    |
| 9                                | Michael Storer         | Tudor Pro Cycling Team          | + 13"    |
| 10                               | Alex Baudin            | Decathlon AG2R La Mondiale Team | + 21"    |

| Algemeen klassement |                        |                                 |           |
| Plaats              | Naam                   | Ploeg                           | Tijd      |
| Roze trui           | Tadej Pogačar          | UAE Team Emirates               | 28u14'42" |
| 2                   | Daniel Felipe Martínez | BORA-hansgrohe                  | + 2'40"   |
| 3                   | Geraint Thomas         | INEOS Grenadiers                | + 2'58"   |
| 4                   | Ben O'Connor           | Decathlon AG2R La Mondiale Team | + 3'39"   |
| 5                   | Cian Uijtdebroeks      | Team Visma \| Lease a Bike      | + 4'02"   |
| 6                   | Antonio Tiberi         | Bahrain Victorious              | + 4'23"   |
| 7                   | Lorenzo Fortunato      | Astana Qazaqstan Team           | + 5'15"   |
| 8                   | Einer Rubio            | Movistar Team                   | + 5'28"   |
| 9                   | Thymen Arensman        | INEOS Grenadiers                | + 5'30"   |
| 10                  | Jan Hirt               | Soudal Quick-Step               | + 5'53"   |

## Opgaven
Voorafgaand aan de etappe werd aangekondigd dat Christophe Laporte niet zou starten. De Fransman van Team Visma | Lease a Bike had nog te veel last van zijn valpartij in de vijfde rit.
Niet gestart
Christophe Laporte (Team Visma | Lease a Bike)
1e etappe ·
2e etappe ·
3e etappe ·
4e etappe ·
5e etappe ·
6e etappe ·
7e etappe ·
8e etappe ·
9e etappe ·
10e etappe ·
11e etappe ·
12e etappe ·
13e etappe ·
14e etappe ·
15e etappe ·
16e etappe ·
17e etappe ·
18e etappe ·
19e etappe ·
20e etappe ·
21e etappe
Startlijst · Eindstanden · Afbeeldingen